# Institut des Bewertungsausschusses
Das Institut des Bewertungsausschusses (kurz „InBA“) wurde in Umsetzung des GKV-Wettbewerbsstärkungsgesetzes (GKV-WSG) im Jahr 2006 von der Kassenärztlichen Bundesvereinigung und den damaligen Spitzenverbänden der gesetzlichen Krankenkassen, die ihre Gesellschaftsrechte 2008 auf den GKV-Spitzenverband übertragen haben, als eine Gesellschaft des bürgerlichen Rechts (GbR) gegründet. Sitz des Instituts mit etwa 50 Mitarbeitenden ist Berlin.

## Aufgaben
Das Institut ist in § 87 Abs. 3b SGB V gesetzlich verankert und unterstützt den Bewertungsausschuss gem. § 87 Abs. 3 Satz 1 SGB V und den ergänzten Bewertungsausschuss gem. § 87 Abs. 5a SGB V unter Wahrung strikter Neutralität bei der Wahrnehmung ihrer Aufgaben. Schwerpunkt ist dabei im Wesentlichen die Weiterentwicklung der Vergütungssystematik für niedergelassene Ärzte, psychologische Psychotherapeuten und Kinder- und Jugendlichenpsychotherapeuten sowie die der ambulanten spezialfachärztlichen Versorgung. Kassenärztliche Vereinigungen und Krankenkassen sind verpflichtet, nach den Vorgaben des Bewertungsausschusses dazu erforderliche Daten zur Verfügung zu stellen.
Im Jahr 2009 hat das Institut auch die Geschäftsführung des Bewertungsausschusses, 2015 zusätzlich die des ergänzten Bewertungsausschusses übernommen.

## Tätigkeitsfelder
- Das Institut bereitet Beschlüsse des Bewertungsausschusses insbesondere zu folgenden Aufgabenbereichen vor:
  - Einheitlicher Bewertungsmaßstab
  - Bundeseinheitlicher Orientierungswert
  - Modell des Klassifikationsverfahrens
  - Empfehlungen und Vorgaben zur regionalen Vereinbarung über die Anpassung der morbiditätsbedingten Gesamtvergütungen
  - Bereinigung der Gesamtvergütungen

- Weitere Aufgaben des Instituts:
  - Evaluation der Honorarsituation von Vertragsärzten und Vertragspsychotherapeuten bundesweit
  - Erstellung von Berichten und Analysen für die Bewertungsausschüsse
  - Unterstützung des Bewertungsausschusses in einer Vielzahl weiterer in §§ 87, 87a SGB V genannter Aufgaben
  - Geschäftsführung von Bewertungsausschuss und ergänztem Bewertungsausschuss

## Organisation

### Gesellschafter
- GKV-Spitzenverband
- Kassenärztliche Bundesvereinigung

### Finanzierung
Das Institut wird von den Krankenkassen durch einen Zuschlag auf jeden ambulant-kurativen Behandlungsfall außerhalb der Gesamtvergütung finanziert (§ 87 Abs. 3c SGB V).

### Geschäftsführung
Seit April 2018 ist Christian Peters Geschäftsführer des Instituts. Von seiner Gründung im Jahr 2006 bis Anfang 2018 wurde das Institut von Peter Reschke geleitet.